# The Frogs
The Frogs fue una banda de rock estadounidense fundada en 1980 en Milwaukee, Wisconsin por los hermanos Jimmy y Dennis Flemion. Sus controvertidas letras tratan sobre temáticas como la discriminación racial, la religión y la homosexualidad. Grabaron ocho álbumes de estudio entre 1988 y 2012.

## Discografía

### Estudio
- The Frogs (1988)
- It's Only Right and Natural (1989)
- My Daughter the Broad (1996)
- Bananimals (1999)
- Racially Yours (2000)
- Hopscotch Lollipop Sunday Surprise (2001)
- Squirrel Bunny Jupiter Deluxe (2012)
- Count Yer Blessingsz (2012)